# Balzar (kanton)
Balzar – kanton w prowincji Guayas, w Ekwadorze. Stolicą kantonu jest Balzar.